# بنزوپیران
بنزوپیران یک ترکیب آلی چندحلقه‌ای است که از جوش خوردن یک حلقه بنزن به یک حلقه پیران هتروسیکل حاصل می‌شود.
طبق نامگذاری فعلی آیوپاک، نام کرومن که در دستوالعمل‌های قبلی مورد استفاده قرار می‌گرفت، حفظ شده‌است. با این حال، نامهای سیستمی «بنزو»، به عنوان مثال 2H -1-benzopyran، به عنوان نام‌های آیوپاک ارجح برای کرومان، ایزوکرومان، کرومن، ایزوکرومن و آنالوگ‌های کالکوژن آن‌ها استفاده می‌شود. دو ایزومر برای بنزوپیران متصور است که با توجه به جهت جوش خوردن دو حلقه در مقایسه با اکسیژن با همدیگر تفاوت دارند، در نتیجه ۱-بنزوپیران (کرومن) و ۲-بنزوپیران (ایزوکرومن) ایجاد می‌شود.
برخی از بنزوپیران‌ها در شرایط درون‌کشتگاهی فعالیت ضد سرطانی از خود نشان داده‌اند.
| 2H-chromene (2H-1-benzopyran) | 4H-chromene (4H-1-benzopyran) |
| 5H-chromene                   | 7H-chromene                   |
| 8aH-chromene                  |                               |

| 1H-isochromene (1H-2-benzopyran) | 3H-isochromene (3H-2-benzopyran) |